# Lahstedt

Lage der ehemaligen Gemeinde Lahstedt im Landkreis Peine

Lahstedt war von 1971 bis 2014 eine Gemeinde im Landkreis Peine in Niedersachsen. Sie wurde mit der Eingliederung in die Gemeinde Ilsede zum 1. Januar 2015 aufgelöst. Die Gemeindefläche umfasste 43,61 km², zuletzt lebten dort 9930 Einwohner (Stand 30. September 2014).

## Geografie

### Gemeindegliederung
Die Gemeinde Lahstedt bestand aus fünf Ortsteilen:
- Adenstedt
- Gadenstedt
- Groß Lafferde
- Münstedt
- Oberg

## Geschichte

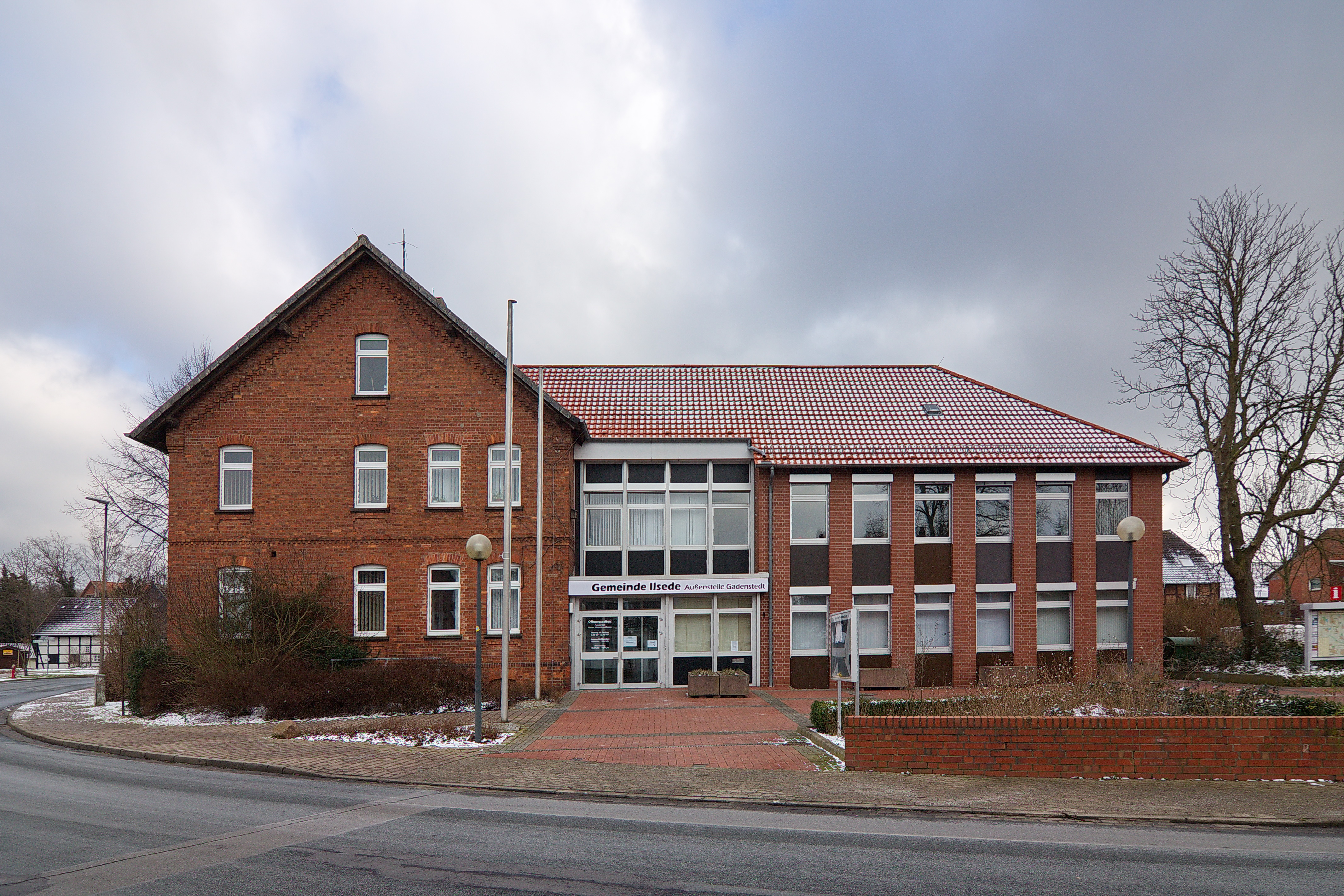
Das ehemalige Rathaus von Lahstedt im Ortsteil Gadenstedt

Am 1. Februar 1971 wurden im Zuge der Gebietsreform in Niedersachsen die bis zu diesem Zeitpunkt selbstständigen Gemeinden Adenstedt, Gadenstedt, Groß Lafferde, Münstedt und Oberg zur neuen Gemeinde Lahstedt zusammengefasst.
Bei der neutralen Namensfindung hat die Bezeichnung „Lah“ Pate gestanden. Sie bedeutet eine Niederung oder Lichtung im Wald und steht auch für Wald. Auch der Ortsname Lafferde ist daraus entstanden. Einen „Lah“ und eine „Lahstraße“ gibt es in der Ortschaft Adenstedt, einen „Lahberg“ in der Ortschaft Oberg (110 m über Normalnull). Die Endung „stedt“ ist in den Ortsnamen Adenstedt, Gadenstedt und Münstedt enthalten.
Am 10. Juli 2014 beschloss der Rat den Zusammenschluss der Gemeinden Lahstedt und Ilsede. Am 15. Dezember 2014 bestätigte der Niedersächsische Landtag die Umsetzung der Fusion zum 1. Januar 2015. Mit der Eingliederung in die Gemeinde Ilsede wurde Lahstedt aufgelöst.

## Politik

### Gemeinderat
Die 22 Sitze des letzten Gemeinderates verteilten sich wie folgt:
| Partei | Sitze |
| ------ | ----- |
| SPD    | 11    |
| CDU    | 8     |
| GRÜNE  | 2     |
| FBL    | 1     |

(Stand: Kommunalwahl am 11. September 2011)

### Bürgermeister
Letzter Bürgermeister vor der Auflösung der Gemeinde zum 1. Januar 2015 war Klaus Dieter Grimm.
Bisherige Amtsinhaber
- 1986–2006: Hans-Erich Ex
- 2006–2014: Klaus-Dieter Grimm

## Kultur und Sehenswürdigkeiten

### Sehenswürdigkeiten
- Auflandeteich Groß Bülten-Adenstedt
- Bismarckturm Oberg
- Wasserturm Groß Lafferde

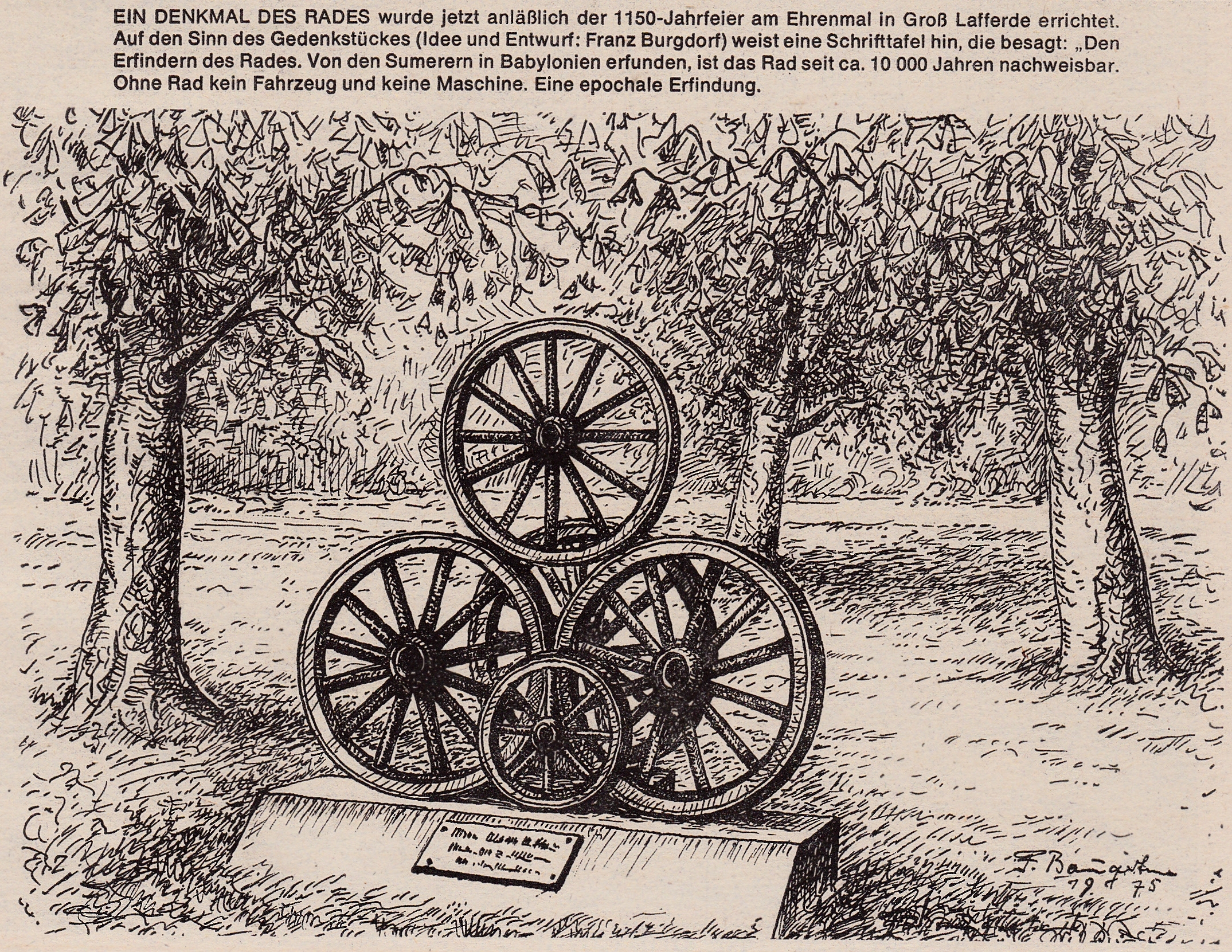
Denkmal zur Erfindung des Rades
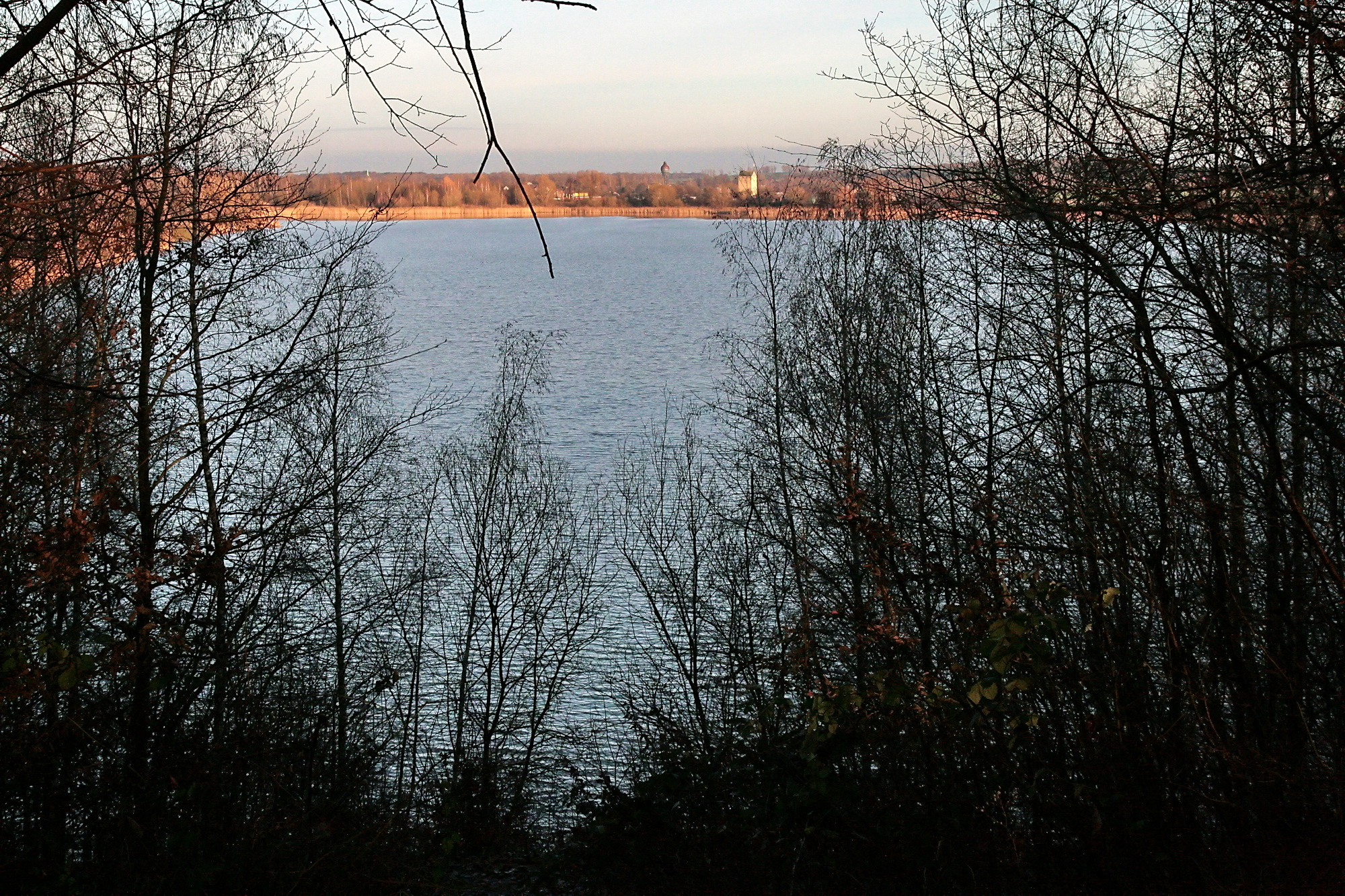
Auflandeteich aus Sicht Adenstedt
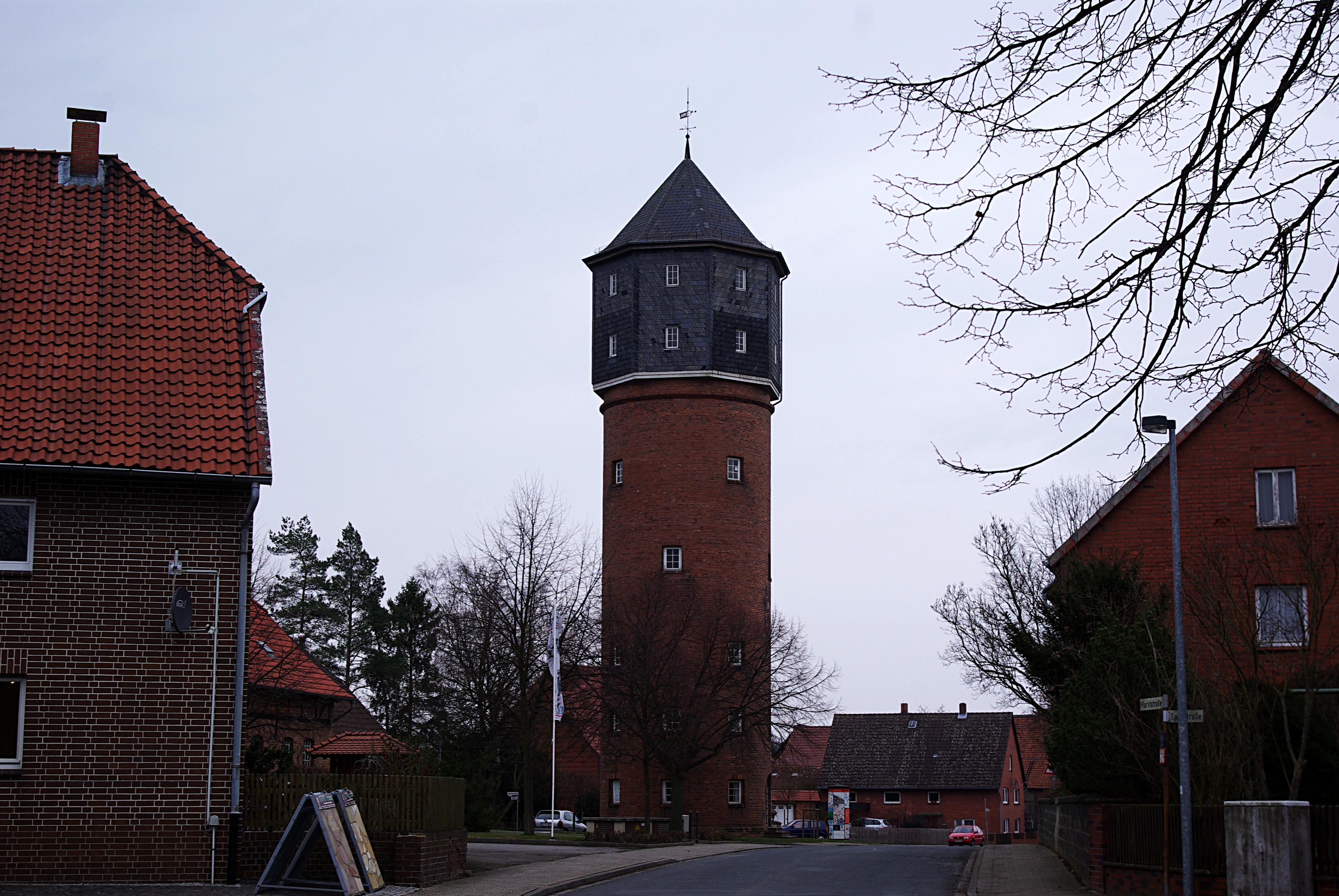
Wasserturm Groß Lafferde

## Persönlichkeiten

### Söhne und Töchter der Gemeinde
- Wilhelm Baumgarten (* 6. November 1913 in Groß Lafferde; † 25. Dezember 1996 in Göttingerode), Politiker
- Gerhard Ahrens (* 17. Oktober 1932 in Oberg; † 17. Februar 2024), Fußballspieler
- Will Brandes (* 11. Januar 1928 in Münstedt; † 8. April 1990 ebenda), Schlagersänger
- Klaus G. Troitzsch (* 28. November 1946 in Oberg), Soziologe
- Erwin Skamrahl (* 8. März 1958 in Oberg), Leichtathlet und Olympiateilnehmer

### Persönlichkeiten, die in Lahstedt gewirkt haben
- Wolfgang Marzahn (1911–1988), lutherischer Theologe und Autor
- Rosemarie Tinius (* 1945 in Langugest, heute Jenišův Újezd, Tschechien), Politikerin